# Stoenești, Argeș
Stoenești är en by (rumänska: sat) och en kommun (rumänska: comună) i länet Argeș i landskapet Valakiet i södra Rumänien. Kommunen omfattar ett område kring floden Dâmbovițas dalgång, på södra sidan av bergskedjan Karpaterna. Den gränsar till länet Dâmbovița i öster. Byn Stoenești utgör kommunens centralort.

## Byar
Kommunen Stoenești omfattar sju byar:
| Namn                   | Folkmängd 2021 |
| ---------------------- | -------------- |
| Bădeni                 | 669            |
| Cotenești              | 832            |
| Lunca Gârtii           | 30             |
| Piatra                 | 435            |
| Slobozia               | 378            |
| Stoenești (centralort) | 789            |
| Valea Bădenilor        | 762            |

Av dessa byar ligger fem längs floden Dâmbovița, medan Piatra och Valea Bădenilor ligger vid sidan av denna.